# Einschienenbahn Santiago de los Caballeros
Die Einschienenbahn Santiago de los Caballeros (spanisch Monorriel Santiago), auch Monorail Santiago genannt,  ist ein seit März 2022 im Bau befindliches öffentliches Personennahverkehrssystem in Santiago de los Caballeros und ergänzt mit der Seilbahn das Bussystem. Die Hochbahn durchquert das Stadtgebiet und ermöglicht mit den beiden Seilbahnlinien über zusammen gut 7 Kilometer dann auf rund 20 Kilometern liniengebundenen Stadtverkehr die Entlastung des chronisch überlasteten Straßennetzes der Großstadt im Norden der Dominikanischen Republik und führt damit zur Reduzierung der aktuell hohen Umweltbelastung.

## Planung und Bau
Die Umgestaltung des Verkehrssystems im gesamten Land und somit auch in der zweitgrößten Stadt ist Teil des Sustainable Urban Mobility Plan (PMUS) in Übereinstimmung mit dem Gesetz 63-17 über Mobilität, Landverkehr, Transit und Verkehrssicherheit der Dominikanischen Republik. Die zur Umsetzung dieser Aufgaben gegründete Behörde FITRAM erhielt im November 2021 vom Kongress den Auftrag, die Projekte in Santiago umzusetzen. Die FITRAM schrieb die vorliegenden Planungen für die Einschienenbahn und die Teleférico daraufhin Ende 2021 aus. Bereits am 30. März 2022 begannen die Bauarbeiten, allerdings wurden danach noch einige Umplanungen vorgenommen. So wurde die Strecke um zwei Stationen im Südosten verkürzt, im Nordwesten auf etwa zwei Kilometern Strecke südwärts in die Zona Industrial verlegt und das gesamte Projekt in zwei Bauabschnitte unterteilt. Für den ersten Bauabschnitt erhielt Alstom am 28. August 2023 den Auftrag zur Lieferung des Fuhrparks, der Signalisierung und für die Ausstattung des Betriebswerkes und Depots. Am 19. Januar 2024 wurde die erste vierteilige Zuggarnitur vom Alstom-Standort in Kingston (Kanada) nach Santiago angeliefert, die Testfahrten begannen im April und am 11. August unternahm Staatspräsident Luis Abinader eine Sonderfahrt auf dem fertigen nordwestlichen Abschnitt.

## Strecke
Die Strecke der Einschienenbahn verläuft durchgängig zweigleisig und weitgehend aufgeständert über insgesamt 13,2 Kilometer Streckenlänge und 14 Stationen. Zwischen der dritten und vierten Station befindet sich in einem Gewerbegebiet das Betriebswerk samt Zugdepot. Die Monorriel Santiago beginnt im Nordwesten im Stadtteil Cienfuegos an der gleichnamigen Station. Von dort geht es über sieben Haltestellen südostwärts ins Stadtzentrum bis Terminal Central. Von diesem Bahnhof führt die Seilbahnlinie 1 der Teleférico südwärts über drei Stationen hinauf nach Bella Vista y la Yagüita del Pastor, dabei kann sie mit ihren 129 Gondeln auf der 4 Kilometern langen Strecke bis zu 4000 Passagiere je Stunde befördern. In einem zweiten Bauabschnitt wird die Einschienenbahn von diesem Zentralbahnhof über vier weitere Haltestellen in den Südosten bis zum Stadtteil Pekín weiter geführt, wo sie in der gleichnamigen Station endet. Dabei wird ein Streckenteil im Bereich des Monumento de los Héroes einschließlich der gleichnamigen Haltestelle auf rund 400 Metern Länge im Tunnel geführt. Die Gesamtkosten für den Bau einschließlich Rollmaterial, Zugdepot und Betriebswerk belaufen sich auf über 600 Millionen US-Dollar (Preisstand Juni 2022), das sind umgerechnet über 36 Millionen Euro pro Kilometer. Davon entfallen 456 Millionen US-Dollar auf die Strecke samt Depot und Betriebswerk sowie 156 Millionen US-Dollar auf Rollmaterial und Steuerung.
Die Eröffnung des ersten Bauabschnittes mit neun Stationen von Cienfuegos bis Terminal Central war ursprünglich für Ende 2024 geplant, hat sich aber wegen des Streckenteiles entlang der Avenida Imbert verzögert und soll nunmehr bis Ende 2025 fertig gestellt sein. Im April 2025 gab FITRAM bei einem Treffen mit dem Bürgermeister und Wirtschaftsvertretern bekannt, dass der Bau der gesamten Strecke einschließlich des zweiten Bauabschnittes, allerdings ohne eine Station Juan Pablo Duarte, bis 30. Dezember des Jahres abgeschlossen sein soll.

## Technik
Die Strecke der Einschienenbahn Santiago ist eine Sattelbahn der Bauart ALWEG. Auf einem 690 Millimeter breiten Fahrbalken sitzen die über Tragräder auf und Führungsräder seitlich des Balkens bewegten sowie mit seitlicher Stromzuführung versorgten Züge.

### Fahrzeuge
Zum Einsatz kommen Zuggarnituren der Baureihe Alstom Innovia 300. Die einzelnen Züge bestehen aus vier Wagen: zwei 13,21 Meter langen Endwagen sowie zwei 11,85 Meter langen Mittelwagen. Somit sind die Züge insgesamt 50,11 Meter lang bei 3,15 Metern Breite und 4,05 Metern Höhe. Sie bieten bei sechs Stehplätzen je Quadratmeter insgesamt jeweils 580 Fahrgästen Platz, die Flotte umfasst für den ersten Bauabschnitt 13 Zuggarnituren.

## Betrieb
Die Betriebstechnik ist dafür ausgelegt, in Spitzenzeiten Züge im 90-Sekunden-Takt rollen zu lassen, sodass dann bis zu 40.000 Passagiere je Stunde bewegt werden können. Der Betrieb wird vollautomatisch sein, die Steuerung erfolgt mittels CBTC.